# Palenciana
Palenciana – gmina w Hiszpanii, w prowincji Kordowa, w Andaluzji, 104 km od stolicy prowincji, Kordowy.
Powierzchnia gminy to 17 km². Współrzędne geograficzne gminy to 37°15'N, 4°35'E. Najwyższy punkt w gminie Palenciana znajduje się na wysokości 399 metrów nad poziomem morza.

## Demografia
- 1991 – 1683
- 1996 – 1563
- 1998 – 1560
- 1999 – 1569
- 2000 – 1571
- 2001 – 1572
- 2002 – 1584
- 2003 – 1567
- 2004 – 1565
- 2005 – 1579